# Oligomeris dregeana
Oligomeris dregeana är en resedaväxtart som först beskrevs av Müll. Arg., och fick sitt nu gällande namn av Müll. Arg. Oligomeris dregeana ingår i släktet pärlresedor, och familjen resedaväxter. Inga underarter finns listade i Catalogue of Life.